# Javorův kopec (přírodní památka)
Javorův kopec je přírodní památka poblíž obce Chlum-Korouhvice v okrese Žďár nad Sázavou v nadmořské výšce 592–630 metrů. Oblast spravuje Krajský úřad Kraje Vysočina. Předmětem ochrany jsou mozaika lučních biotopů vlhkých pcháčových luk a pramenišť s přechody k mezofilním a smilkovým trávníkům se vzácnnými a ohroženými druhy živočichů a rostlin, zejména s populací prstnatce májového (Dactylorhiza majalis) a vemeníku dvoulistého (Platanhera bifolia).

## Galerie

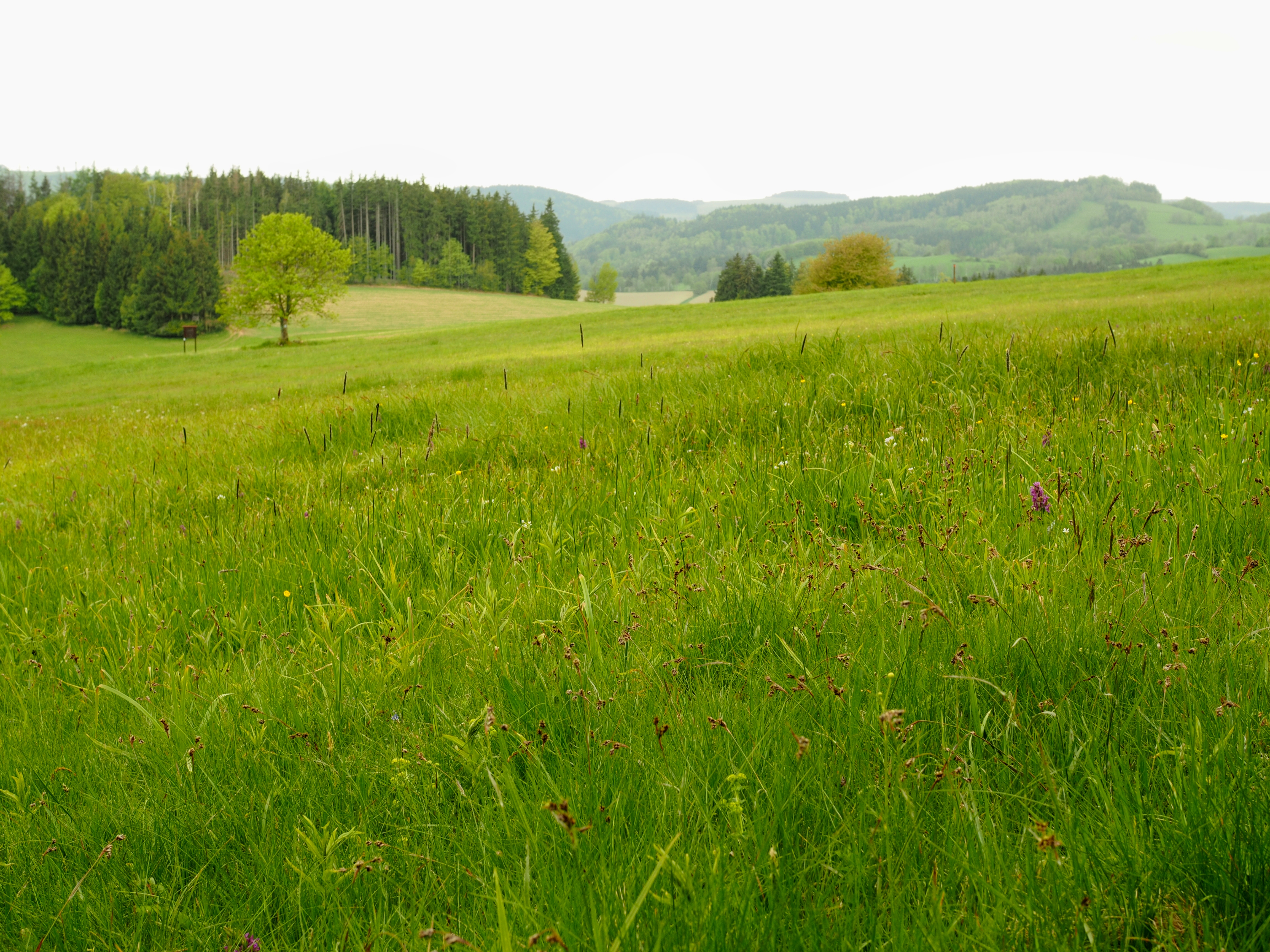
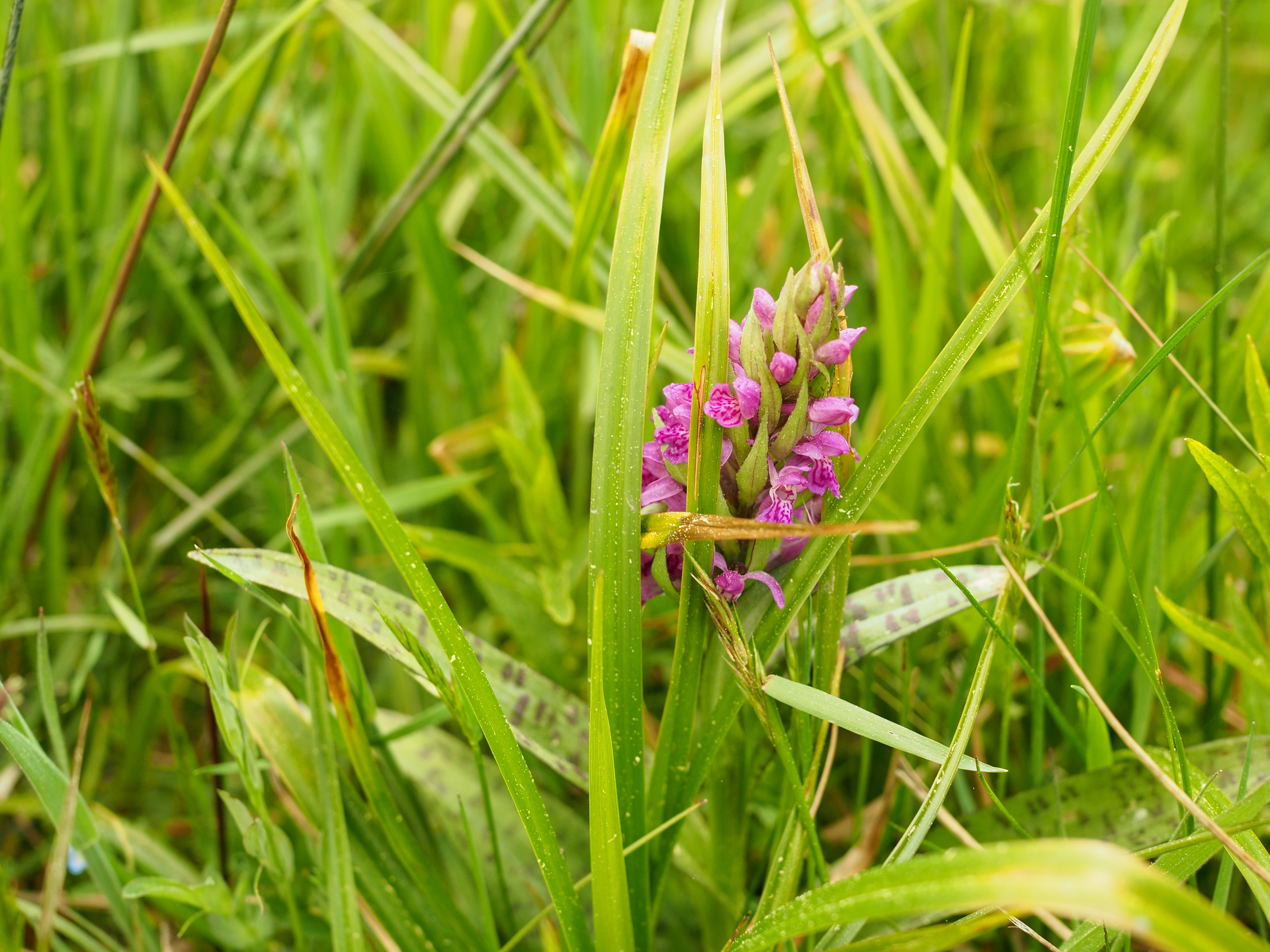
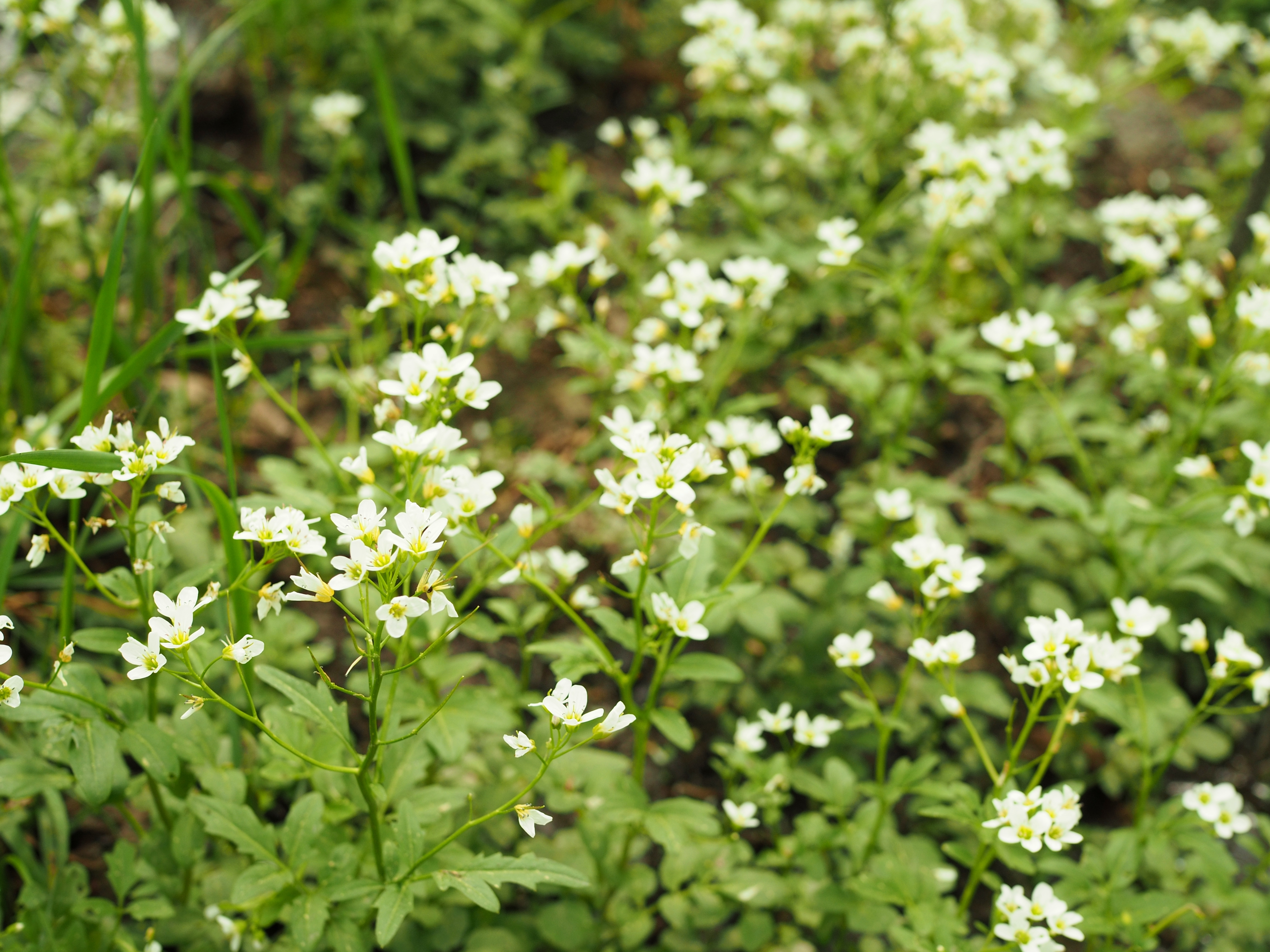
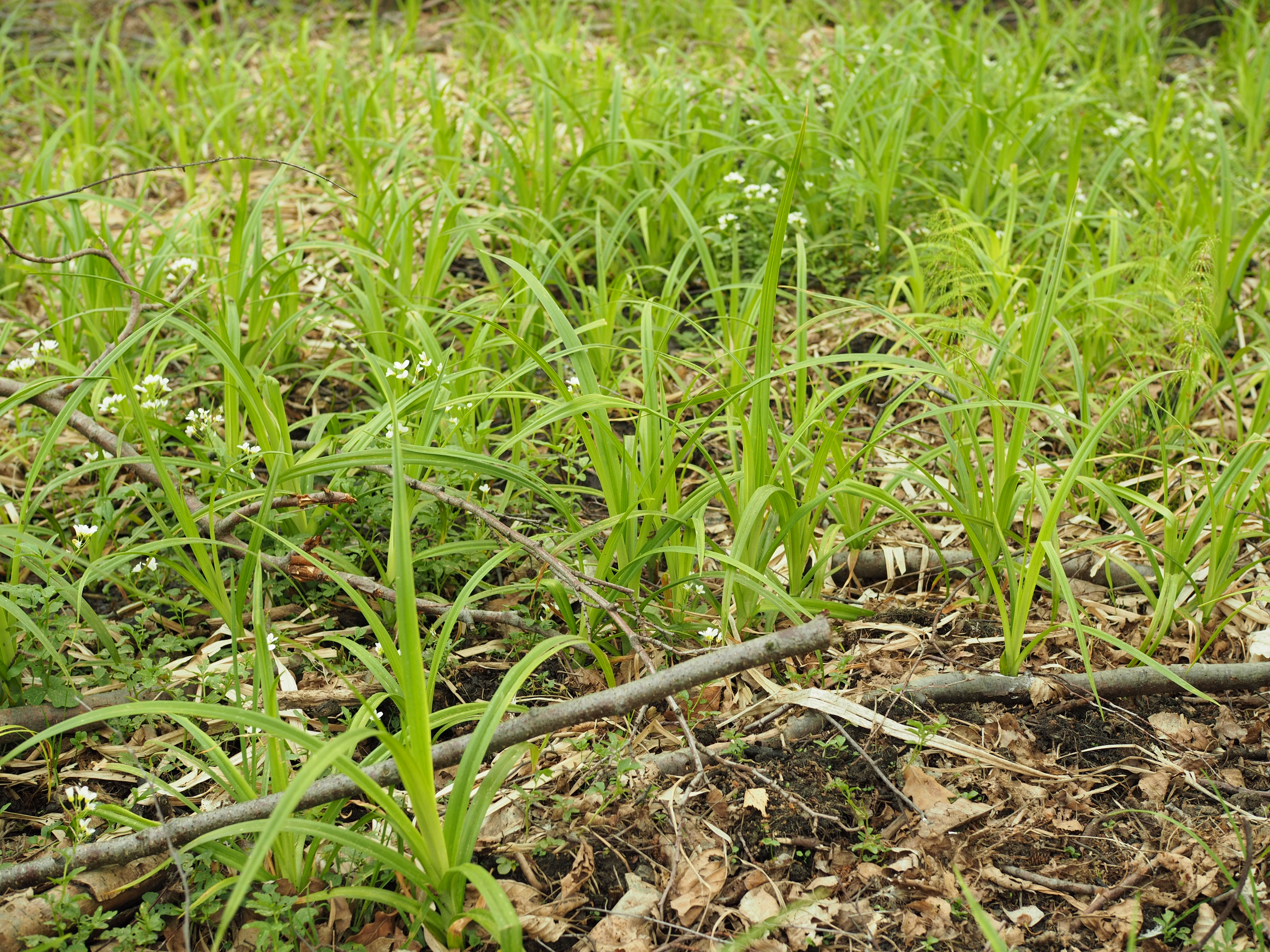